# Marco Fassinotti
Marco Fassinotti (Torino, 29 aprile 1989) è un altista italiano.
In carriera è stato finalista ai Mondiali di Budapest 2023, ai Mondiali indoor di Sopot 2014 e Portland 2016, agli Europei di Barcellona 2010, Zurigo 2014 e Monaco di Baviera 2022, agli Europei indoor di Parigi 2011 e Istanbul 2023. Ha vinto 5 titoli nazionali assoluti, 3 outdoor e 2 indoor.

## Biografia
Intrattiene una relazione sentimentale con l'altista australiana Eleanor Patterson.

### Gli inizi e l'esordio in Nazionale seniores

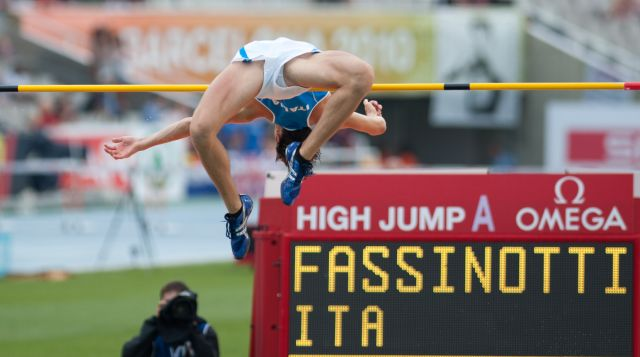
Fassinotti agli Europei di

Finalista ai campionati italiani allievi nel 2006 (nono posto) e primo titolo italiano giovanile già nel 2007 ai nazionali juniores (dopo essere stato quarto ai campionati italiani juniores indoor), esordisce agli assoluti di Padova dove giunge settimo.
È stato settimo ai Mondiali juniores di Bydgoszcz in Polonia il 13 luglio del 2008.
Durante lo stesso anno è diventato campione italiano promesse sia al coperto che all'aperto, mentre agli assoluti è giunto quinto (indoor) e sesto (outdoor).
Tripletta di titoli italiani vinti nel 2009: oro juniores sia indoor che outdoor e vittoria anche ai campionati nazionali universitari; invece agli assoluti termina quinto (indoor) ed ottavo (outdoor).
In ambito internazionale gareggia agli Europei under 23 a Kaunas (Lituania) finendo sesto e poi alle Universiadi in Serbia di Belgrado dove conclude quarto.
Nel 2010 centra la terza doppietta consecutiva di titoli italiani di categoria, con vittoria ai campionati italiani promesse nell'alto sia al coperto che all'aperto.
Prima medaglia vinta agli assoluti con l'argento di Grosseto (mentre agli assoluti indoor aveva terminato in quinta posizione).
Dopo essere entrato nel Centro Sportivo Aeronautica Militare ha esordito con la Nazionale seniores agli Europei di Barcellona in Spagna, arrivando nono con 2,23 m; poi nel 2011 agli Europei indoor in Francia a Parigi è riuscito ad arrivare sesto ottenendo il suo nuovo primato personale a 2,29 m.
Agli Europei under 23 tenutisi in Repubblica Ceca ad Ostrava termina quinto ed alle Universiadi di Shenzhen in Cina finisce al dodicesimo posto.
Sempre nel 2011 fa en plein di medaglie ai campionati italiani, vincendone 5 su altrettante finali con 3 d'oro: quarta doppietta di fila di titoli italiani di categoria ai campionati nazionali promesse, con vittoria sia indoor che outdoor; campione nazionale universitario ed agli assoluti ottiene il bronzo al coperto a l'argento all'aperto.

### 2012-2016: il record nazionale assoluto indoor
Nel 2012 ai campionati italiani assoluti diventa vicecampione al coperto e finisce quarto all'aperto.
Si trasferisce a Birmingham nel Regno Unito nel 2013 per allenarsi con il tecnico Fuzz Ahmed.
Il 28 luglio del 2013 a Milano vince il suo primo titolo italiano assoluto all'Arena Civica Gianni Brera; agli assoluti indoor si era riconfermato vicecampione nazionale.
Sempre al coperto, partecipa agli Europei indoor in Svezia a Göteborg dove non riesce a qualificarsi per la finale.
Il 23 febbraio del 2014, durante i campionati italiani assoluti indoor ad Ancona, ottiene la prestazione di 2,34 m, siglando il record nazionale del salto in alto al coperto e vincendo così il titolo nazionale.
Partecipa in ambito internazionale a tre rassegne: i Mondiali indoor di Sopot in Polonia (settimo posto), gli Europei a squadre in Germania a Braunschweig (quarto) e gli Europei di Zurigo in Svizzera (settimo).
Nel giugno del 2015 arriva secondo negli Europei a squadre svoltosi a Čeboksary in Russia.
Il 24 luglio del 2015 nello stadio Olimpico di Londra (Regno Unito) vince la sua prima gara nella Diamond League con la misura di 2,31 m.
Il 26 luglio allo Stadio Primo Nebiolo di Torino diventa campione italiano assoluto.
Nel mese di agosto in Cina ai Mondiali di Pechino non riesce a disputare neanche la fase di qualificazione per la finale a causa del riacutizzarsi di un problema alla caviglia destra.
Il 19 marzo del 2016 gareggia ai Mondiali indoor di Portland (Stati Uniti) dove conclude al nono posto.

## Progressione

### Salto in alto
| Stagione | Misura | Luogo            | Data      | Rank. Mond. |
| -------- | ------ | ---------------- | --------- | ----------- |
| 2023     | 2,28 m | Budapest         | 20-8-2023 |             |
| 2022     | 2,26 m | Madrid           | 18-6-2022 |             |
| 2021     | 2,26 m | Rovereto         | 27-6-2021 |             |
| 2019     | 2,16 m | Saint-Christophe | 30-6-2019 |             |
| 2018     | 2,25 m | Oslo             | 7-6-2018  | 162º        |
| 2017     | 2,29 m | Taipei           | 25-8-2017 | 68º         |
| 2016     | 2,29 m | Doha             | 6-5-2016  | 60º         |
| 2015     | 2,33 m | Oslo             | 11-6-2015 | 20º         |
| 2014     | 2,30 m | Monaco           | 18-7-2014 | 73º         |
| 2013     | 2,27 m | Milano           | 28-7-2013 | 129º        |
| 2012     | 2,24 m | Orvieto          | 3-6-2012  | 213º        |
| 2011     | 2,25 m | Torino           | 26-6-2011 | 173º        |
| 2010     | 2,28 m | Pescara          | 19-6-2010 | 36º         |
| 2009     | 2,22 m | Santhià          | 17-5-2009 |             |
| 2008     | 2,17 m | Rabat            | 2-8-2008  |             |
| 2007     | 2,08 m | Torino           | 8-5-2007  |             |
| 2006     | 1,90 m | Cuneo            | 24-9-2006 |             |
| 2005     | 1,70 m | Biella           | 8-5-2005  |             |

### Salto in alto indoor
| Stagione | Misura | Luogo           | Data      | Rank. Mond. |
| -------- | ------ | --------------- | --------- | ----------- |
| 2022/23  | 2,24 m | Ancona          | 19-2-2023 |             |
| 2021/22  | 2,18 m | Manchester      | 22-1-2022 |             |
| 2019/20  | 2,20 m | Ancona          | 23-2-2020 |             |
| 2017/18  | 2,25 m | Banská Bystrica | 6-2-2018  | 77º         |
| 2015/16  | 2,35 m | Banská Bystrica | 4-2-2016  | 6º          |
| 2014/15  | 2,34 m | Hustopeče       | 24-1-2015 | 3º          |
| 2013/14  | 2,34 m | Ancona          | 23-2-2014 | 14º         |
| 2012/13  | 2,27 m | Londra          | 26-1-2013 | 56º         |
| 2011/12  | 2,26 m | Ancona          | 26-2-2012 | 85º         |
| 2010/11  | 2,29 m | Parigi          | 5-3-2011  | 37º         |
| 2009/10  | 2,22 m | Caravaggio      | 17-1-2010 |             |
| 2008/09  | 2,15 m | Ancona          | 15-2-2009 |             |
| 2007/08  | 2,10 m | Ancona          | 9-2-2008  |             |
| 2006/07  | 2,00 m | Genova          | 25-2-2007 |             |
| 2005/06  | 1,70 m | Genova          | 22-1-2006 |             |

## Palmarès
| Anno | Manifestazione          | Sede       | Evento        | Risultato | Prestazione | Note                                     |
| ---- | ----------------------- | ---------- | ------------- | --------- | ----------- | ---------------------------------------- |
| 2008 | Mondiali U20            | Bydgoszcz  | Salto in alto | 7º        | 2,13 m      | [ 4 ]                                    |
| 2009 | Europei U23             | Kaunas     | Salto in alto | 6º        | 2,21 m      | [ 5 ]                                    |
| 2009 | Universiadi             | Belgrado   | Salto in alto | 4º        | 2,20 m      | [ 6 ]                                    |
| 2010 | Europei                 | Barcellona | Salto in alto | 9º        | 2,23 m      | [ 7 ]                                    |
| 2011 | Europei indoor          | Parigi     | Salto in alto | 6º        | 2,29 m      | [ 8 ]                                    |
| 2011 | Europei U23             | Ostrava    | Salto in alto | 5º        | 2,21 m      | [ 9 ]                                    |
| 2011 | Universiadi             | Shenzhen   | Salto in alto | 12º       | 2,18 m      | [ 10 ]                                   |
| 2013 | Europei indoor          | Göteborg   | Salto in alto | 13º (q)   | 2,23 m      | [ 11 ]                                   |
| 2014 | Mondiali indoor         | Sopot      | Salto in alto | 6º        | 2,29 m      | [ 12 ]                                   |
| 2014 | Europei                 | Zurigo     | Salto in alto | 7º        | 2,26 m      | [ 12 ]                                   |
| 2015 | Mondiali                | Pechino    | Salto in alto | dns (q)   | dns (q)     | [ 13 ]                                   |
| 2016 | Mondiali indoor         | Portland   | Salto in alto | 9º        | 2,25 m      | [ 14 ]                                   |
| 2017 | Universiadi             | Taipei     | Salto in alto | Argento   | 2,29 m      | Miglior prestazione personale stagionale |
| 2018 | Giochi del Mediterraneo | Tarragona  | Salto in alto | Bronzo    | 2,23 m      |                                          |
| 2018 | Europei                 | Berlino    | Salto in alto | 13º (q)   | 2,21 m      |                                          |
| 2022 | Giochi del Mediterraneo | Orano      | Salto in alto | 7º        | 2,19 m      |                                          |
| 2022 | Mondiali                | Eugene     | Salto in alto | 16º (q)   | 2,25 m      |                                          |
| 2022 | Europei                 | Monaco     | Salto in alto | Finale    | nm          |                                          |
| 2023 | Europei indoor          | Istanbul   | Salto in alto | 8º        | 2,15 m      |                                          |
| 2023 | Mondiali                | Budapest   | Salto in alto | 12°       | 2,20 m      |                                          |
| 2024 | Europei                 | Roma       | Salto in alto | 20º (q)   | 2,17 m      |                                          |

## Campionati nazionali
- 4 volte campione nazionale assoluto di salto in alto (2013, 2015, 2021, 2025)
- 3 volte campione nazionale assoluto indoor di salto in alto (2014, 2020, 2024)
- 2 volte campione nazionale universitario di salto in alto (2009, 2011)
- 3 volte campione nazionale promesse di salto in alto (2009, 2010, 2011)
- 3 volte campione nazionale promesse indoor di salto in alto (2009, 2010, 2011)
- 2 volte campione nazionale juniores di salto in alto (2007, 2008)
- 1 volta campione nazionale juniores indoor di salto in alto (2008)

2006
- 9º ai campionati italiani allievi (Fano), salto in alto - 1,85 m[15]

2007
- 4º ai campionati italiani juniores indoor (Genova), salto in alto - 2,00 m[16]
- Oro ai campionati italiani juniores (Bressanone), salto in alto - 2,06 m[17]
- 7º ai campionati italiani assoluti (Padova), salto in alto - 2,04 m[18]

2008
- Oro ai campionati italiani juniores indoor (Ancona), salto in alto - 2,10 m[19]
- 5º ai campionati italiani assoluti indoor (Genova), salto in alto - 2,07 m[20]
- Oro ai campionati italiani juniores (Torino), salto in alto - 2,10 m[21]
- 6º ai campionati italiani assoluti (Cagliari), salto in alto - 2,13 m[22]

2009
- Oro ai campionati italiani promesse indoor (Ancona), salto in alto - 2,15 m[23]
- 5º ai campionati italiani assoluti indoor (Torino), salto in alto - 2,15 m[24]
- Oro ai campionati nazionali universitari (Lignano Sabbiadoro), salto in alto - 2,20 m[25]
- Oro ai campionati italiani promesse (Rieti), salto in alto - 2,21 m[26]
- 8º ai campionati italiani assoluti (Milano), salto in alto - 2,16 m[27]

2010
- Oro ai campionati italiani promesse indoor (Ancona), salto in alto - 2,17 m[28]
- 5º ai campionati italiani assoluti indoor (Ancona), salto in alto - 2,18 m[29]
- Oro ai campionati italiani promesse (Pescara), salto in alto - 2,28 m[30]
- Argento ai campionati italiani assoluti (Grosseto), salto in alto - 2,25 m[31]

2011
- Oro ai campionati italiani promesse indoor (Ancona), salto in alto - 2,24 m[32]
- Bronzo ai campionati italiani assoluti indoor (Ancona), salto in alto - 2,23 m[33]
- Oro ai campionati nazionali universitari (Torino), salto in alto - 2,22 m[34]
- Oro ai campionati italiani promesse (Bressanone), salto in alto - 2,18 m[35]
- Argento ai campionati italiani assoluti (Torino), salto in alto - 2,25 m[36]

2012
- Argento ai campionati italiani assoluti indoor (Ancona), salto in alto - 2,26 m[37]
- 4º ai campionati italiani assoluti (Bressanone), salto in alto - 2,19 m[38]

2013
- Argento ai campionati italiani assoluti indoor (Ancona), salto in alto - 2,27 m[39]
- Oro ai campionati italiani assoluti (Milano), salto in alto - 2,27 m[40]

2014
- Oro ai campionati italiani assoluti indoor, (Ancona), salto in alto - 2,34 m[41]

2015
- Oro ai campionati italiani assoluti (Torino), salto in alto - 2,30 m[42]

2018
- Argento ai campionati italiani assoluti indoor (Ancona), salto in alto - 2,24 m

2020
- Oro ai campionati italiani assoluti indoor (Ancona), salto in alto - 2,20 m

2021
- Oro ai campionati italiani assoluti (Rovereto), salto in alto - 2,26 m

2022
- Argento ai campionati italiani assoluti (Rieti), salto in alto - 2,23 m

2023
- Argento ai campionati italiani assoluti indoor (Ancona), salto in alto - 2,24 m
- Argento ai campionati italiani assoluti (Molfetta), salto in alto - 2,21 m

2024
- Oro ai campionati italiani assoluti indoor, salto in alto - 2,22 m

2025
- 4º ai campionati italiani assoluti indoor, salto in alto - 2,19 m
- Oro ai campionati italiani assoluti (Caorle), salto in alto - 2,20 m

## Altre competizioni internazionali
2012
- 8º al Golden Gala ( Roma), salto in alto - 2,20 m

2013
- 5º al Doha Diamond League ( Doha), salto in alto - 2,24 m
- 6º ai London Anniversary Games ( Londra), salto in alto - 2,20 m

2014
- 4º nella Super League degli Europei a squadre ( Braunschweig), salto in alto - 2,19 m[12]
- 6º all'Herculis ( Monaco), salto in alto - 2,30 m
- Bronzo ai London Anniversary Games ( Londra), salto in alto - 2,25 m
- 6º all'Adidas Grand Prix ( New York), salto in alto - 2,25 m
- 5º al Doha Diamond League ( Doha), salto in alto - 2,24 m
- 8º al Golden Gala ( Roma), salto in alto - 2,24 m

2015
- Argento nella Super League degli Europei a squadre ( Čeboksary), salto in alto - 2,28 m[13]
- Argento ai Bislett Games ( Oslo), salto in alto - 2,33 m
- Oro ai London Anniversary Games ( Londra), salto in alto - 2,31 m
- 5º al Bauhaus-Galan ( Stoccolma), salto in alto - 2,25 m
- 7º al Meeting de Paris ( Parigi), salto in alto - 2,24 m

2016
- Bronzo al Doha Diamond League ( Doha), salto in alto - 2,29 m
- 5º al Golden Gala ( Roma), salto in alto - 2,27 m
- 7º al British Grand Prix ( Birmingham), salto in alto - 2,27 m

2017
- Argento nella Super League degli Europei a squadre ( Villeneuve-d'Ascq), salto in alto - 2,22 m

2018
- 5º ai Bislett Games ( Oslo), salto in alto - 2,25 m

2021
- 8º all'Herculis ( Monaco), salto in alto - 2,21 m

2022
- 6º al Golden Gala ( Roma), salto in alto - 2,20 m

2025
- Argento al Meeting international Mohammed VI d'athlétisme de Rabat ( Rabat), salto in alto - 2,25 m